# Rugrats - Il film
Rugrats - Il film (The Rugrats Movie) è un film d'animazione del 1998, basato sulla serie animata I Rugrats. Creato negli Nickelodeon Movies e Klasky-Csupo e prodotto da Paramount Pictures, è stato diretto da Igor Kovaljov e Norton Virgien.

## Trama
Nove mesi dopo gli eventi visti nella serie televisiva Didi Pickles è incinta del suo secondo figlio. Lei crede che sarà una femminuccia mentre tutti gli altri le dicono che sarà un maschietto. Un giorno mentre Didi corre in ospedale per partorire, i bambini strisciano fuori ed esplorano una scuola materna prima di essere trovati da nonno Lou. Quando il bambino nasce si scopre che è un maschietto e viene chiamato Dil Pickles.
Dil diventa rapidamente un bambino molto viziato che piange senza sosta per attirare l'attenzione, non ascolta i suoi genitori, tiene tutti i giocattoli per sé e si rifiuta di condividere con suo fratello maggiore Tommy. Dopo un brutto litigio tra Tommy e Dil per l'orsacchiotto di Tommy, il loro padre Stu ha una conversazione con quest ultimo sull'essere un fratello maggiore e sulla responsabilità che ora ha come tale, assicurandogli che un giorno sarà felice di avere Dil come suo piccolo fratello. Dà anche a Tommy un medaglione con una foto di Tommy e Dil registrati insieme e un orologio all'interno, che chiama la sua "responsabilità", che Tommy definisce "sponsabilità".
Nel frattempo, fuori città, un treno da circo carico di scimmie si ferma in una stazione. Mentre l'autista e il direttore del circo prendono il caffè, le scimmie dirottano il treno e non riescono a fermarli. Le scimmie accelerano accidentalmente il treno in corsa, facendolo deragliare e schiantarsi nella foresta.
Quando Dil spinge gli altri bambini troppo lontano, decidono di riportarlo in ospedale nonostante la disapprovazione di Tommy, e finiscono per guidare spericolatamente per le strade in un Reptar Wagon che Stu aveva costruito per una gara in Giappone. Lungo la strada, Dil ruba segretamente la bambola Cynthia di Angelica, che la spinge a prendere il cane di famiglia, Spike, e si imbarcano in una ricerca per trovare i bambini e recuperare Cynthia.
Tommy conduce i bambini verso la capanna di un ranger, credendo che sia la casa di una magoche può esaudire il loro desiderio di tornare a casa. Lungo la strada incontrano le scimmie che rapiscono Dil e gli amici di Tommy si rifiutano di aiutarlo a salvarlo, credendo che stanno meglio senza di lui. Tommy parte da solo dietro a suo fratello. Nel frattempo, le famiglie scoprono che i bambini sono scomparsi e si mette alla ricerca di fronte al clamore mediatico che si è improvvisamente generato intorno alla scomparsa dei loro figli. Drew e Charlotte arrivano e Drew apprende dal reporter Rex Pester che suo fratello ha perso Angelica, cosa che spinge Drew ad attaccare Stu.
Tommy alla fine trova Dil durante una tempesta, ma mentre lotta per prendersi cura di lui, Dil continua a comportarsi in modo egoistico. Tommy perde la pazienza e si prepara a versare il cibo su Dil affinché le scimmie lo prendano di nuovo, ma la sua rabbia e la tempesta spaventano Dil facendogli porre fine al suo comportamento e le sue lacrime fanno calmare Tommy, e i fratelli iniziano a legare. Dopo che la tempesta è passata, si riuniscono con Phil, Lil e Chuckie, che, dopo aver cambiato idea, impediscono alle scimmie di tentare di portare via Tommy e Dil. Angelica recupera la sua bambola e si riunisce con i bambini. Mentre iniziano ad attraversare un ponte danneggiato, Angelica cade dal carro e resta appesa a un varco nel ponte sopra un fiume in piena. Vengono affrontati dalle scimmie, che vengono spaventate da un enorme lupo, che tenta di attaccare i bambini finché Spike non interviene e combatte il lupo, sacrificandosi nel processo.
Stu, cercando i bambini su un aliante simile a uno pterodattilo, li vede dall'alto e si schianta contro la cabina del ranger. Credendo che sia il "mago", i bambini gli chiedono di riportare indietro Spike invece di tornare a casa. Stu cade attraverso il ponte e rivela Spike, che è sopravvissuto alla caduta atterrando sui montanti del ponte. I bambini si riuniscono ai genitori e tornano a casa.

## Distribuzione
Il film è uscito nelle sale negli Stati Uniti d'America il 20 novembre 1998, mentre in Italia nelle sale il film è uscito il 1º aprile 1999. In Italia, il film è stato distribuito in VHS nel dicembre 1999.